# Лопес де Мендоса, Иньиго
И́ньиго Ло́пес де Мендо́са, 1-й маркиз Сантилья́на (исп. Íñigo López de Mendoza y de la Vega, 19 августа 1398 — 25 марта 1458) — кастильский поэт и государственный деятель. Ключевая фигура испанской литературы в период правления Хуана II Кастильского.

## Биография
Иньиго Лопес де Мендоса родился в знатной семье Мендоса баскского происхождения с богатыми литературными традициями — его дед Педро Гонсалес и отец, адмирал Кастилии Диего Уртадо де Мендоса сами были поэтами, а среди родственников были крупнейшие литературные фигуры своего времени: канцлер Перо Лопес де Айяла, Фернан Перес де Гусман и Диего Гомес де Манрике. Его мать происходила из богатой семьи де ла Вега и была первым браком замужем за внуком короля Альфонсо XI. В возрасте пяти лет Иньиго потерял отца. Часть своего детства он прожил у бабушки, Мансии де Сиснерос, а начальное образование получил в доме своего дяди Гуттиэре, будущего архиепископа Толедского. Очень молодым, в 1412 году в Саламанке Иньиго женился на Каталине Суарес де Фигероа, дочери незадолго до этого умершего Лоренсо де Фигероа, мастера ордена Сантьяго, что сделало его одним из богатейших и могущественнейших людей своего времени.
Отправившись вскоре в Арагон, Мендоса присоединился к свите Фернандо Арагонского, а затем его преемника Альфонсо V. При арагонском дворе началась его поэтическая деятельность. Там он поддерживал дружбу арагонскими принцами, придворными, и поэтами-трубадурами, такими как Энрике де Вильена. В возрасте 18 лет Мендоса был достаточно влиятелен, чтобы частью путём закона, частью силой оружия вернуть состояние, утраченное после смерти отца. В 1417 году родился его старший сын, будущий 1-й герцог дель Инфантадо.
Вернувшись в Кастилию, он принял участие в борьбе за власть между инфантом Энрике де Трастамара и Альваро де Луна на стороне первого из них. Принимал участие в броске на Тордесильяс и осаде крепости Ла-Пуэбла-де-Монтальбан в декабре 1420 года. После заключения дона Энрике в тюрьму потерял свои владения в Ита и Гвадалахаре.
Начиная с 1422 Мендоса меньше вмешивался в политику, сохраняя верность Хуану II, что поссорило его с арагонскими инфантами, вторгшимися в Кастилию летом 1429 года. Ссора по частным делам с Альваро де Луна не привела его на сторону исп. aragonesistas. Во время битвы при Ольмедо Мендоса был в рядах королевской армии, за что получил титул маркиза.
Дон Иньиго способствовал падению Альваро де Луна в 1453 году, против которого он написал исп. Doctrinal de privados. После смерти жены и с воцарением Энрике IV Мендоса удалился от двора в свой гвадалахарский дворец.

## Творчество

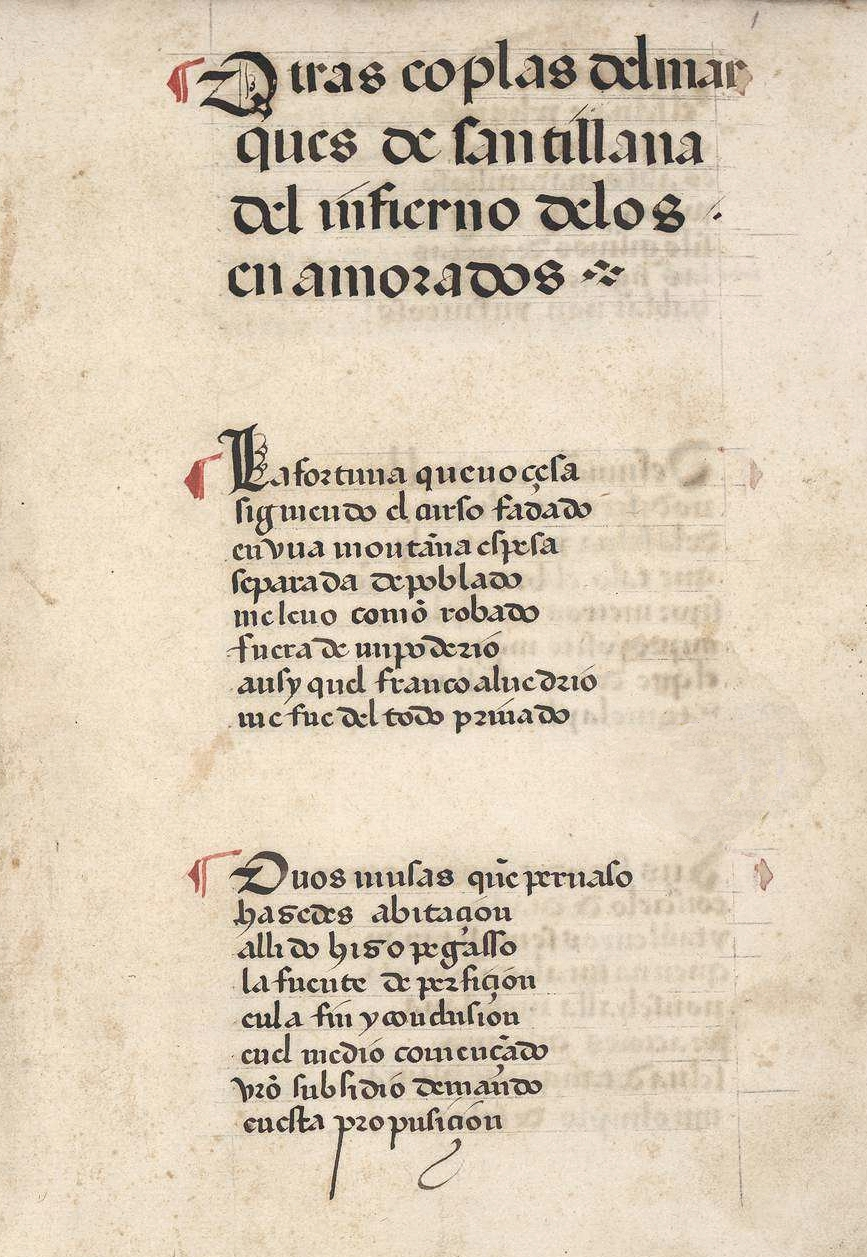
Строфы из Ада влюблённых, рукопись XV века.

Мендоса был большим поклонником Данте, и его произведения могут быть отнесены к дантово-аллегорической школе. В этом стиле написана исп. «La Comedieta de Ponza», драматическая поэма в октавах посвящённая морскому сражению при Понса (1435).
Он также усвоил гуманизм Петрарки и Джованни Боккаччо, первым начав писать сонеты на кастильском языке.
Мендоса считается одним из первых историков испанской литературы и автором первой испанской поэтики «Предисловие и послание к коннетаблю дону Педро Португальскому» (исп. Proemio e carta al condestable don Pedro de Portugal).
Наиболее ценная часть его наследия ‒ стихи в духе народной испанской поэзии, т. н. серранильи, небольшие поэмы в подражание французской пасторали, но вдохновленные местной народной традицией.

## Дети
- Диего Уртадо де Мендоса, 1-й герцог дель Инфантадо.
- Педро Лассо де Мендоса, сеньор Лосойя.
- Иньиго Лопес де Мендоса-и-Фигероа, граф де Тендилья.
- Менсия де Мендоса, замужем за Педро Фернандесом де Веласко, графом Аро.
- Лоренсо Суарес де Мендоса-и-Фигероа, граф де ла Корунья.
- Педро Гонсалес де Мендоса, «великий кардинал», примас Испании.
- Хуан Уртадо де Мендоса, сеньор де Кольменар, эль Кардосо и эль Вадо.
- Мария де Мендоса, замужем за, Перо Афан де Рибера, графом де Лос-Моларес.
- Леонора де ла Вега-и-де Мендоса, замужем за Гастоном де ла Серда, графом Мединасели; их сыном был 1-й герцог Мединасели.
- Педро Уртадо де Мендоса, сеньор де Тамахон.

## Переводы на русский язык
- Маркиз де Сантильяна.// Испанская поэзия в русских переводах. М., 1984. С. 114—117.
- Маркиз де Сантильяна. Пролог и письмо, отправленное маркизом де Сантильяна вместе с его сочинениями коннетаблю Португалии // Жизнеописания трубадуров / Отв. ред. Е. М. Мелетинский; сост., вступ. ст. и приложения М. Б. Мейлаха; прим. М. Б. Мейлаха и Л. П. Каменотрус-Занд. — М.: Наука, 1993. — С. 358—361. — 736 с. — (Литературные памятники). — ISBN 5-02-011530-4.